# Лимфопения
Лимфопения — состояние, характеризующееся снижением уровня лимфоцитов в крови ниже нормального диапазона. Лимфоциты — это тип белых кровяных клеток, которые играют важную роль в иммунной системе, помогая организму бороться с инфекциями и болезнями. 

### Причины лимфопении
Лимфопения может быть вызвана различными факторами, включая:
1. Инфекционные заболевания: вирусные инфекции, такие как ВИЧ/СПИД, могут разрушать лимфоциты.
2. Аутоиммунные заболевания: болезни, при которых иммунная система атакует собственные клетки организма, например, системная красная волчанка.
3. Лекарственные препараты: некоторые лекарства, такие как химиотерапевтические средства и иммунодепрессанты, могут снижать количество лимфоцитов.
4. Генетические нарушения: некоторые врождённые заболевания могут вызывать лимфопению.
5. Онкологические заболевания: опухоли, особенно лимфомы и лейкозы, могут снижать количество лимфоцитов.
6. Недоедание и дефицит витаминов: недостаток питательных веществ может влиять на уровень лимфоцитов.
7. Лучевая терапия: облучение может разрушать лимфоциты.

### Симптомы
Лимфопения сама по себе может не вызывать никаких симптомов. Однако снижение уровня лимфоцитов ослабляет иммунную систему, делая организм более уязвимым для инфекций. Возможные симптомы могут включать:
- Частые или тяжёлые инфекции.
- Увеличение лимфатических узлов или селезёнки.
- Лихорадка и ночная потливость.
- Потеря веса.

### Диагностика
Диагностика лимфопении проводится путём анализа крови, который измеряет количество различных типов клеток, включая лимфоциты. Врач может назначить дополнительные тесты для определения причины лимфопении.

### Лечение
Лечение лимфопении зависит от её причины:
- Лечение основной болезни: если лимфопения вызвана инфекцией или аутоиммунным заболеванием, лечение будет направлено на устранение этой болезни.
- Коррекция питания: в случае дефицита витаминов или недоедания может потребоваться изменение рациона или прием витаминных добавок.
- Отмена или замена лекарств: если лимфопения вызвана лекарственными препаратами, врач может рассмотреть возможность изменения лечения.

Важно проконсультироваться с врачом при подозрении на лимфопению для своевременной диагностики и лечения.